# Constant Collet
Constant Collet (Talensac, 28 de janeiro de 1889 — Rennes, 3 de março de 1937) foi um ciclista francês. Ele terminou em último lugar no Tour de France 1910.